# Joseph Sultan
Joseph Sultan é um autor de livros. Até 2023, publicou três livros: Aqui é Portugal, هنا البرتغال e  Португалія тут і зараз. Seus livros tiveram mais de um milhão de leituras no Oriente Médio e na Europa.
Sultan também é jornalista; publicou ensaios em vários idiomas. Ele também fundou um jornal semanal falando sobre Portugal para os árabes.

## Carreira de escritor
Em 2022, lançou três livros em diferentes idiomas: inglês, árabe e ucraniano:
- Here is Portugal[3]
- هنا البرتغال[4]
- Португалія тут і зараз[5]

Os livros estão disponíveis em mais de dez diferentes grandes bibliotecas da Internet, incluindo Apple, Kobo e Barnes & Noble, e relataram ter tido 1 milhão de leituras e elogiados por vários meios de comunicação.

Joseph também é o primeiro escritor a traduzir os clássicos portugueses para a língua árabe.
Sultan publicou 7 obras traduzidas e adaptadas dos grandes clássicos de autores como Eça de Queirós, Camilo Castelo Branco e Almeida Garrett.
Suas obras traduzidas incluem:
- O Crime do Padre Amaro, (جريمة الأب أمارو) [7]
- A Brasileira Prazins, (البرازيلي برازينس )[8]
- O Mandarim, (الماندرين)[9]
- Viagens na Minha Terra, (السفر عبر أرضي)[10]
- A Ilustre Casa de Ramires, (بيت راميريس اللامع)[11]
- Os Maias, (المايا: حلقات من الحياة الرومانسية)[12]
- Amor de Perdição, (الحب المهلك)[13]

## Jornalismo
Em 2022, Sultan iniciou um jornal de semana chamado Portugal em Árabe (البرتغال بالعربي), com foco em sua missão de promover o patrimônio cultural, notícias culturais e aspectos turísticos de Portugal para o mundo de língua árabe.

## Prêmios
Joseph é reconhecido por seu trabalho e recebeu dois prêmios de organizações e agências de notícias por seu trabalho na promoção da cultura portuguesa e obras traduzidas para o árabe.
- 2022: A Contribuição Cultural Excepcional (The Outstanding Cultural Contribution)
- 2023: O Melhor na Promoção do Patrimônio (The Best in Heritage Promotion)